# Forest of Bowland

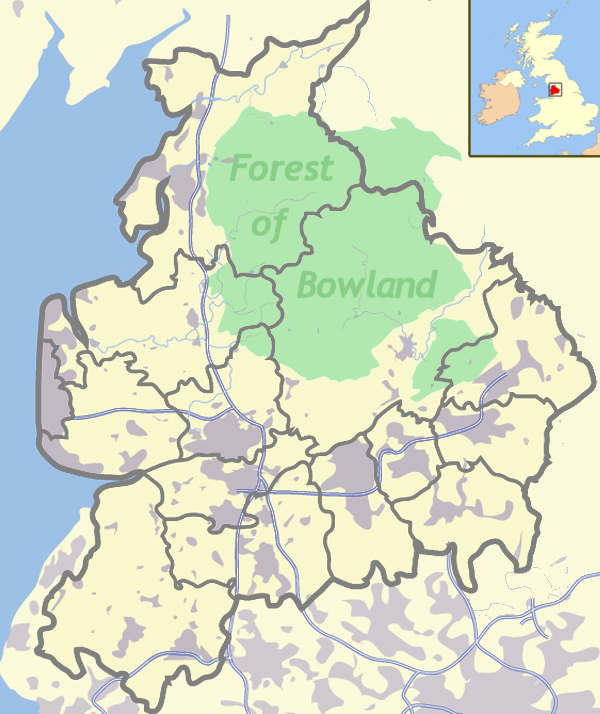
Forest of Bowland na tle granic hrabstwa Lancashire

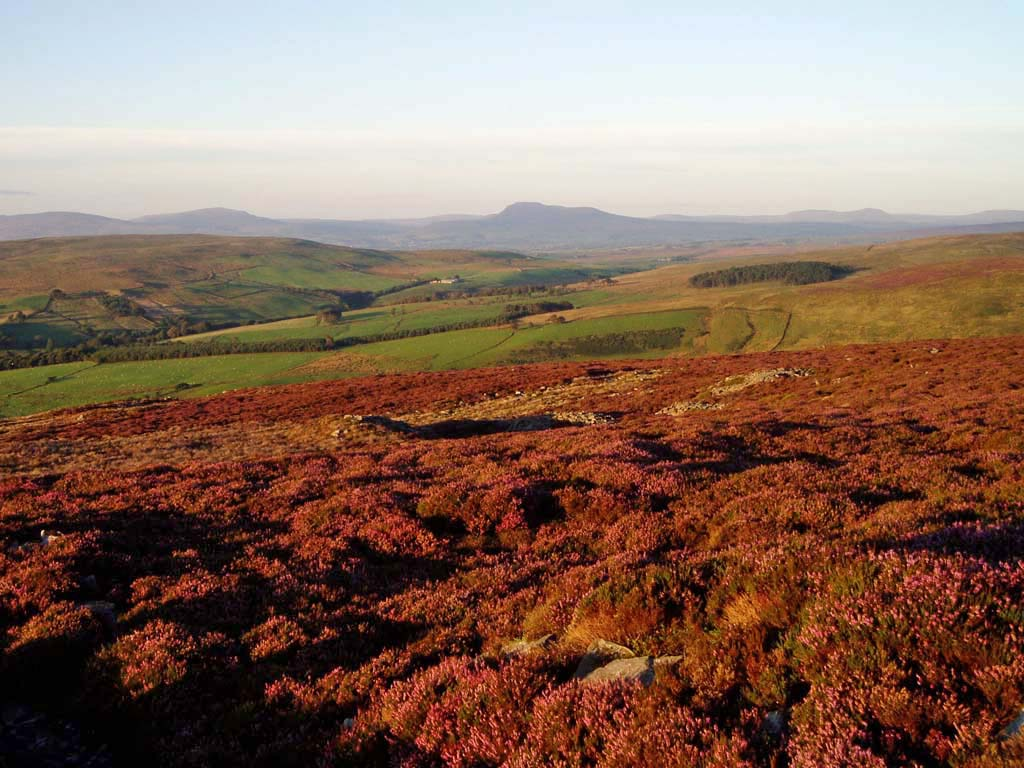
Wrzosowiska na terenie Forest of Bowland

Forest of Bowland – wyżynna kraina w północno-zachodniej Anglii, położona na zachód od Gór Pennińskich, w północno-wschodniej części hrabstwa Lancashire oraz na zachodnim skraju North Yorkshire.
Kraina obejmuje grupę zbudowanych z piaskowca wzgórz, zwanych Bowland Fells, pokrytych wrzosowiskami. Wzgórza poprzecinane są licznymi dolinami, którymi spływają rzeki, m.in. Hodder oraz Wyre. Najwyższym szczytem na terenie Forest of Bowland jest Ward's Stone, liczący 560 m n.p.m.
Obszar charakteryzuje się niewielkim zaludnieniem, a podstawę lokalnej gospodarki stanowi hodowla owiec i bydła. W bezpośrednim sąsiedztwie krainy znajduje się kilka większych miast – Lancaster, Clitheroe, Longridge, Garstang, Settle i Bentham.
W 1964 roku Forest of Bowland uznany został za obszar o wybitnym pięknie naturalnym (Area of Outstanding Natural Beauty). Część krainy (13% powierzchni AONB) chroniona jest jako obszar o szczególnym znaczeniu dla nauki (Site of Special Scientific Interest).